# Tococa macroptera
Tococa macroptera är en tvåhjärtbladig växtart som beskrevs av Charles Victor Naudin. Tococa macroptera ingår i släktet Tococa och familjen Melastomataceae. Inga underarter finns listade i Catalogue of Life.